# Vieux, Calvados
Vieux là một xã ở tỉnh Calvados, thuộc vùng Normandie ở tây bắc nước Pháp.

## Dân số
| 1962                                                            | 1968 | 1975 | 1982 | 1990 | 1999 |
| --------------------------------------------------------------- | ---- | ---- | ---- | ---- | ---- |
| 360                                                             | 398  | 411  | 509  | 671  | 585  |
| Nombre retenu à partir de 1962: Population sans doubles comptes |      |      |      |      |      |